# Silberwolframat
Silberwolframat ist eine anorganische chemische Verbindung des Silbers aus der Gruppe der Wolframate.

## Gewinnung und Darstellung
Silberwolframat kann durch Reaktion einer Silbernitratlösung mit Natriumwolframat gewonnen werden.
{\displaystyle \mathrm {2\ AgNO_{3}+Na_{2}WO_{4}\ \longrightarrow {}\ Ag_{2}WO_{4}\downarrow +2\ NaNO_{3}} }

## Eigenschaften
Silberwolframat ist ein hellgelber geruchloser Feststoff, der praktisch unlöslich in Wasser ist. Die Verbindung kommt in mehreren Modifikationen vor. Die α-Form besitzt eine orthorhombische Kristallstruktur mit der Raumgruppe Pn2n (Raumgruppen-Nr. 34, Stellung 3) (a = 10,820, b = 12,018, c = 5,900 Å). Die metastabile β-Form hat eine hexagonale Kristallstruktur mit der Raumgruppe P63 (Raumgruppen-Nr. 173) oder Raumgruppe P63/m (Raumgruppen-Nr. 176) und die γ-Form hat eine kubische Kristallstruktur vom Spinelltyp mit  Raumgruppe Fd3m (Raumgruppen-Nr. 227) (a = 9,352 Å).

## Verwendung
Silberwolframat wird in der elektronischen und chemischen Industrie (z. B. als Sensormaterial, Zusatz zu Schaltkontakten oder Photokatalysator) eingesetzt. Es wird auch in der Biochemie für die Proteomik-Forschung verwendet.